# عبدالمجید ارفعی
عبدالمجید ارفعی (زادهٔ ۹ شهریورِ ۱۳۱۸ در بندرعباس) پژوهشگر و متخصص زبان‌های باستانی اکدی و ایلامی، ایلام‌شناس و از آخرین بازماندگان مترجم خط میخی ایلامی در جهان و از مهم‌ترین کتیبه‌خوانان ایرانی است و برخی از لوح‌های گلی تخت جمشید با تلاش وی ترجمه شده‌است. اضافه بر این وی از دانش وسیعی دربارهٔ تاریخ و فرهنگ میان رودان (بین النهرین) باستان برخوردار است.
عبدالمجید ارفعی نخستین مترجم استوانه کوروش بزرگ از زبان اصلی (بابلیِ نو) به فارسی است. او در سال ۱۳۹۴ جایزه سرو ایرانی، در زمینهٔ میراث فرهنگی را به عنوان یک عمر کوشش فرهنگی دریافت کرد.همچنین در پنجمین مراسم 《تماشای خورشید》که توسط کمیسیون ملی یونسکو ایران، با مشارکت موزه ملی ایران در خردادماه ۱۴۰۱ برگزار شد، نشان خورشید یونسکو به همراه نشان ایکوم(کمیته موزه ها در ایران) به وی اهدا شد.

## زندگی
عبدالمجید ارفعی در شهریور ۱۳۱۸ در گنوی بندرعباس به دنیا آمد. پدرش میرعبدالله ارفعی و اصالتاً اهل اوز از توابع استان فارس بود. او دوران دبستان را در مدارس بندرعباس و یزد به اتمام رساند و در سال ۱۳۲۸ به همراه خانواده به تهران آمد و در مدرسه منوچهری و البرز به تحصیل پرداخت و با بهرام بیضایی هم‌درس شد.

پس از پایان دوره دبیرستان و تا پیش از ورود به دانشگاه در سال‌های ۱۳۳۲ در کتابخانه ملی با نوشته‌های ابراهیم پورداوود آشنا شد. در همان زمان از استاد متینی معلم ادبیاتش، الفبای فارسی باستان را آموخت و در همان سالها زبان پهلوی را نیز از روی کتاب کارنامه اردشیر بابکان محمدجواد مشکور آموخت. برای آموزش زبان اوستایی گاتهای پورداوود را سرمشق قرار داد و آن را نیز آموخت.

پس از اخذ دانشنامه لیسانس زبان و ادبیات فارسی از دانشگاه تهران، در مهرماه سال ۱۳۴۴ به آمریکا رفت. بنا بر پیشنهاد و توصیه پرویز ناتل خانلری و استقبال استاد پور داوود دو سال به آموزش مقدمات اکدی پرداخت و پس از آن به مؤسسه خاورشناسی دانشگاه شیکاگو رفت و تا هشت سال زیر نظر ریچارد هلک، از مشهورترین استادان خط و زبان ایلامی، به یادگیری زبان ایلامی و اکدی مشغول شد. در همان زمان با گل‌نوشته‌های ایلامی و کتیبه‌های تخت جمشید که به امانت نزد دانشگاه شیکاگو بود و ریچارد هلک در حال بررسی، خواندن و ترجمه آنها بوده‌است، آشنا شد. هلک در آن دوران هر شب چند کتیبه خوانده شده را به ارفعی می‌داد تا او از روی متن ترجمه‌شده، کتیبه‌ها را بخواند. پس از مدتی هلک کتیبه‌های خوانده نشده را هم به ارفعی می‌داد. این تجربه بعدها به ارفعی در نوشتن کتاب «گل‌نوشته‌های باروی تخت جمشید» کمک می‌کند. عبدالمجید ارفعی اولین ایرانی است که در این رشته تحصیل کرد. همچنین او تنها متخصصی است که می‌تواند بقیه آن کتیبه‌ها را بخواند و آنها را ترجمه کند.

ارفعی در تیر ماه ۱۳۵۳ خورشیدی از رساله دکترای خود با عنوان «زمینه‌های جغرافیایی فارس بر اساس گل‌نوشته‌های تخت جمشید» دفاع کرد و با مدرک دکترا به تهران بازگشت. سپس نزد پرویز ناتل خانلری رفت و در فرهنگستان ادب و هنر ایران به همکاری پرداخت.

## فعالیت‌ها
نتیجه همکاری عبدالمجید ارفعی با خانلری در بین سال‌های ۱۳۵۴ تا ۱۳۵۷ خورشیدی، گردآوری گنجینه بیشماری از مجلات، مقالات و کتاب‌های گوناگون دربارهٔ تاریخ ایران و جهان و گل‌نوشته‌ها و خط‌های خوانده‌شده‌است که در پژوهشکده علوم انسانی نگهداری می‌شود. ارزش دلاری این کتابخانه در زمان خرید بین ۳ تا ۴ میلیون دلار بوده که امروز ارزشی به مراتب بالاتر دارد.
تالار کتیبه‌ها در موزه ملی ایران بین سالهای ۱۳۷۷ تا ۱۳۸۲ توسط او و شاهرخ رزمجو ساخته و آماده شد. گفته می‌شود او و دانشجویانش حتی قفسه‌های این تالار را خودشان نصب کردند. چون خرید کتاب در آن زمان دشوار بود و این تالار نیز کتابی در اختیار نداشت، برای تأمین کتاب، ارفعی به پژوهشکده علوم انسانی مراجعه کرد تا از کتابهایی را که بیست سال پیش خودش سفارش داده بود فتوکپی تهیه کند.

بسیاری از لوح‌های گلی تخت جمشید و متن‌های حقوقی بین‌النهرین از روی کتیبه‌های تاریخی با تلاش ارفعی ترجمه شده‌است. این الواح شهرتی جهانی دارد و به شناخت اوضاع اقتصادی و اجتماعی ایران عصر هخامنشیان کمک زیادی کرده‌است.

عبدالمجید ارفعی سابقه همکاری با بنیاد پژوهشی پارسه و پاسارگاد و بنیاد پژوهشی شوش را در کارنامه خود دارد. همکاری او با بنیاد پژوهشی پارسه پاسارگاد، منجر به خوانده شدن کتیبه‌های خزانه تخت‌جمشید شد که در موزه همان‌جا نگهداری می‌شد.

او نخستین ترجمه فارسی فرمان کوروش بزرگ (منشور کورش) را از روی مولاژی از اصل منشور، همراه با نسخه‌برداری جدید انجام داد.

عبدالمجید ارفعی به همراه جعفری دهقی از استادان دانشگاه تهران در حال تحقیق و بررسی ترجمه دو کتیبه از بیستون است. بخش زبان ایلامی و بابلی (اکدی) این متنها به عهده ارفعی است. حرف‌نویسی، آوانویسی، نگارش واژه‌نامه و همچنین بازنویسی متن‌ها به خط میخی و ترجمه آنها به فارسی کار مشترکی است که آنها در این پروژه بر عهده دارند.

## گل‌نبشته‌های باروی تخت‌جمشید
کتاب گل‌نبشته‌های باروی تخت‌جمشید پژوهشی است بر روی صد و پنجاه گل‌نبشته‌ای که مؤسسه شرقی دانشگاه شیکاگو در سال ۱۳۲۷ خورشیدی به ایران پس فرستاد. علاوه بر این مقدار تعدادی از گل نبشته‌هایی که در بخش تاریخی موزه ملی ایران نگاهداری می‌شوند و گل‌نبشته منفرد دیگری از باروی تخت جمشید برای نخستین بار بازخوانی و به همراه تصاویرشان منتشر شدند.

این گل‌نبشته‌ها اسناد اداری و مالی هستند بین سال‌های سیزدهم (۵۰۹ پ. م) تا بیست و هشتم (۴۹۴ پ. م) پادشاهی داریوش بزرگ، که در آن‌ها به حمل و نقل کالا، دریافت، جابه‌جایی، ذخیره و پرداخت کالا در ازای حقوق کارگزاران، مسافران و کارگران دولتی در ایالت پارس اشاره شده‌است.

این کتاب در هشتمین دوره جایزه کتاب فصل ویژه آثار منتشره در زمستان سال ۱۳۸۷ در حوزه زبان و در بخش زبان‌های باستانی به عنوان کتاب برتر شناخته‌شد.

## آثار
- کتاب فرمان کوروش بزرگ، مرکز دائرةالمعارف بزرگ اسلامی، ۱۳۸۹ خورشیدی، شابک ۹۷۸-۹۶۴-۷۰۱۵-۹۲-۸
- گل‌نبشته‌های باروی تخت جمشید، عبدالمجید ارفعی، مرکز دائرةالمعارف بزرگ اسلامی، ۱۳۸۷ خورشیدی، شابک
- فرهنگ، عبدالمجید ارفعی، مهدی مداینی، وزارت فرهنگ و آموزش عالی، مؤسسه مطالعات و تحقیقات فرهنگی، ۱۳۶۹
- ترجمه متن‌های حقوقی بین‌النهرین از روی کتیبه‌ها